# 哈妮
安喜延（： An Hui Yeon；1992年5月1日—），藝名哈妮（： Ha Ni），韓國女歌手、演員，2012年以EXID成員身分出道，隊內擔任領唱、領舞、形象。

## 漢字名字
安喜延是父母為她取的名字。2015年她在Mnet節目《Yaman TV》解說了她本名的由來，她的父親出身成均館大學，母親出身延世大學，喜意為高興，延是延世大學，意思是「很高興能在延世大學遇到你」。未正名前，經常被譯為安希妍。

## 出身家庭
哈妮出生於首爾特別市江南區，是家中長女，弟弟安泰煥（音譯）。小時候家境窮困。由於父母熱愛戶外活動，哈妮與弟弟從小就在登山、足球、自行車、鐵人三項比賽、滑雪等各種運動中度過了學生時代，成為藝人後善於運動的哈妮在體育相關的綜藝節目中常作為選手演出。父母還教授了他們童謠，2002年KBS第2頻道播出的《打開吧童謠世界》中，兒時的哈妮與弟弟安泰煥一起演唱了《Jumpo Mambo》。

## 演藝經歷
2007年7月，就讀國中三年級的哈妮被JYP娛樂錄取，成為一名練習生，同期的合格者還有Sistar成員孝琳。原預計加上Secret成員枝恩、BESTie成員有智一起組成四人女子組合，但未出道即從JYP娛樂離開，與弟弟安泰煥一起赴中國留學。
在中國專心學業度過了18個月之後，哈妮還是決定回韓國發展，2011年，她被在JYP娛樂練習生時期認識的知名作曲家兼製作人新沙洞老虎挖掘到他的公司Gamgak娛樂（AB娛樂），之後哈妮邀請了過去在JYP娛樂一起當練習生的有智、蕙妍、海嶺、正花，加上作為Rapper的LE，組成了女子組合EXID。
2012年2月16日，組合EXID正式出道，主打曲《Whoz That Girl》。2013年，哈妮與率智組成小分隊DASONI，於02月15日推出單曲《Good Bye》。2014年，組合EXID轉至Yedang娛樂（現更名為Banana Culture）旗下，同年8月27日以《Up & Down》數位單曲回歸歌壇，但並未得到理想的成績即結束了宣傳期，組合EXID面臨著隨時可能解散的命運，直至10月9日一名YouTube用戶(@pharkil（页面存档备份，存于）)在其頻道上上傳了一段10月8日公演曲目《Up & Down》聚焦在哈妮的Fancam（歌迷直接拍攝影片），引起了意想不到的迴響，使得所屬組合及其個人得到了前所未有的關注，曲目《Up & Down》因而在MelOn、Mnet、Bugs!、Olleh等各音源榜排名逆行上升，使得組合Exid於該年12月被召回至《音樂銀行》、《音樂中心》、《人氣歌謠》等大型音樂節目中宣傳表演，2015年1月，《Up & Down》在《人氣歌謠》、《音樂銀行》、《M! Countdown》的排行榜都衝到了第一名，該支fancam可以說對組合Exid與她個人都推了一把，在接受《音樂銀行》還有《SNL Korea》等多個節目採訪時，哈妮與其組合同伴都曾表示想親自請該拍攝者吃飯。經紀公司經過多方打聽，聯繫上了直拍片的拍攝者，但對方感到有負擔而拒絕了。2014年12月25日聖誕節的一個演出舞臺上,哈妮發現了拿着直拍機前來觀看的「pharkil」，她開心地向pharkil打招呼並用嘴型說出了感謝。
在「逆行奇蹟」之前，組合Exid與她個人受邀參加的綜藝節目很少，而在奇蹟之後，綜藝節目的邀約如雪片般飛來，其中有很多是針對她個人的邀請，並且接到了許多廣告代言。之後，她還參與了主持工作，例如《白種元的三大天王》（2016年1月30日－8月20日）、《一週的偶像》（2016年4月6日-9月28日）。
哈妮的母親曾經反對哈妮成為藝人，給了她在3年內成功的期限，最後哈妮不負所望，打開知名度之後一直受到大眾的關注與肯定。2016年2月，哈妮以個人身份首次打入2016韩国福布斯名人榜（即2015年度），排名第37位。
2016年2月21日，哈妮出演了《神秘音樂秀：蒙面歌王》，其獨特的歌聲和對唱歌的熱情吸引了人們的關注和認可。
2017年1月18日，由製作人朴根泰（音譯）製作，融合了808 Bass與薩克斯風的舞曲《HONEY BEE》發佈了，由哈妮與f(x)成員Luna、MAMAMOO成員頌樂共同合作演唱。
2019年5月末，哈妮與前經紀公司Banana Culture的專屬合約到期後，將事業重心移往戲劇圈，並開始以本名「安喜延」活動，同年9月透露正在拍攝電影《大人不知道》（暫定名），同年10月，簽約SUBLIME ARTIST AGENCY。2020年1月，在戲劇《XX》中獨挑大樑。

## 個人生活
曾經在中國留學的哈妮在我去上學啦節目中表現出驚人的中文、英文和微積分實力，更透露自己曾在高中時期準備了兩個月時間就取得了多益考試900分，IQ高達145。由此可看出她不凡的學習能力。不僅如此，在我們社區藝體能節目之中提起中學時期是鐵人三項選手，曾在出发梦之队2中展現過人的游泳實力，擅長仰式 （國小有得獎）、雙蹼泳及蝶式。後來被演藝圈公認是「多讀王」，常常在社群網站分享讀書心得。
2016年1月1日，韓國知名媒體Dispatch報導哈妮與JYJ的金俊秀交往消息，雙方隨即透過經紀公司承認已交往半年。
2016年9月13日，與JYJ成員金俊秀近一年的戀情，經雙方經紀公司證實二人因繁忙的行程而分手，回歸前後輩的關係。
2021年，哈妮的初戀情人－鐵人三項選手許閔鎬與安泰煥出演《團結才能踢2》。
2022年，與JYJ成員金俊秀分手後六年在電台被問到：“現在有深愛的人嗎？”後甜笑秒答：“有的。”6月29日，被韓媒爆出戀上大十年的精神科醫生梁在雄。

## 音樂作品
僅列出哈妮個人參與或有特別個人表演之作品；所屬團體之共同作品，請參閱 EXID音樂作品列表。

### 合作單曲
| 年份   | 日期     | 合作歌手                      | 單曲名稱  | 官方影音               |
| 2017年 | 1月19日  | 頌樂（MAMAMOO）、Luna（f(x)） | Honey Bee | （页面存档备份，存于） |
| 2017年 | 11月24日 | 韓海(Phantom)                 | Eyes      |                        |

### 音樂錄影帶
| 年份   | 日期    | 歌手名稱         | 歌曲名稱           |
| 2009年 |         | Mongshil Sisters | My Love            |
| 2014年 | 6月4日  | R.Tee            | We Got The World   |
| 2015年 | 1月8日  | Mad Clown        | Fire               |
| 2015年 | 6月11日 | 群星             | 我們相見的日子     |
| 2017年 | 6月20日 | 任瑟雍           | You(feat.Beenzino) |

## 影視作品
僅列出哈妮個人參與或有特別個人表演之作品；所屬團體之共同作品，請參閱 EXID媒體作品列表。

### 電視劇
| 年份   | 頻道         | 劇名                    | 角色                 | 性質 | 集數         |
| 2015年 | KBS          | 《製作人》              | 哈妮                 | 客串 | 第3集        |
| 2020年 | Playlist/MBC | 《XX》                  | 尹娜娜               | 主演 | 全劇         |
| 2020年 | MBC          | 《Cinematic Drama SF8》 | JUNO                 | 主演 | 第5集        |
| 2020年 | MBC          | 《愛我的間諜》          | 天才黑客大同江水燕子 | 客串 | 第8、9集     |
| 2021年 | Kakao TV     | 《剛剛三十歲》          | 李蘭珠               | 主演 | 全劇         |
| 2021年 | Wavve        | 《You Raise Me Up》     | 李露達               | 主演 | 全劇         |
| 2021年 | JTBC         | 《IDOL：The Coup》      | 金堤娜               | 主演 | 全劇         |
| 2022年 | TVN          | 《Ghost Doctor》        | 李智雨／Jessica      | 客串 | 第7、9、10集 |
| 2022年 | Coupang Play | 《Fanta G Spot》        | 孫熙在               | 主演 | 全劇         |
| 2023年 | Disney+      | 《原来这就是爱啊》      | 姜敏英               | 主演 |              |

### 電影
| 年份   | 片名               | 角色   | 性質 |
| 2016年 | 《國家代表2》      | 李寶美 | 客串 |
| 2020年 | 《大人們都不知道》 | 朱穎   | 主演 |

### 綜藝節目
| 年份           | 日期              | 電視台                      | 節目名稱                                                   | 備註                                            |
| 2013年         | 3月31日           | MBC                         | Blind Test 180度                                           |                                                 |
| 2013年         | 5月7日            | MBC Music                   | ALL THE KPOP                                               | MC助手                                          |
| 2013年         | 5月14日           | MBC Music                   | ALL THE KPOP                                               | MC助手                                          |
| 2013年         | 5月21日           | MBC Music                   | ALL THE KPOP                                               |                                                 |
| 2013年         | 5月28日           | MBC Music                   | ALL THE KPOP                                               |                                                 |
| 2014年         | 3月16日           | KBS2                        | 出發夢之隊2                                                |                                                 |
| 2014年         | 12月22日          | KBS                         | 逃離危機 NO.1                                              |                                                 |
| 2015年         | 1月18日           | KBS2                        | 出發夢之隊2                                                | Random Luck特輯（上）                           |
| 2015年         | 1月25日           | KBS2                        | 出發夢之隊2                                                | Random Luck特輯（下）                           |
| 2015年         | 1月29日           | KBS2                        | Happy Together                                             | 2015冉冉升起的新星特輯                          |
| 2015年         | 2月25日           | KBS2                        | 維他命                                                     |                                                 |
| 2015年         | 3月8日            | SBS                         | Running Man                                                | 最高的愛情                                      |
| 2015年         | 3月14日           | JTBC                        | 我獨自戀愛中                                               | 第7集                                           |
| 2015年         | 3月17日           | JTBC                        | 我去上學啦                                                 | 第36集                                          |
| 2015年         | 3月21日           | JTBC                        | 我獨自戀愛中                                               | 第8集                                           |
| 2015年         | 3月22日           | MBC                         | Animals                                                    |                                                 |
| 2015年         | 3月24日           | JTBC                        | 我去上學啦                                                 | 第37集                                          |
| 2015年         | 3月29日           | MBC                         | Animals                                                    |                                                 |
| 2015年         | 3月31日           | JTBC                        | 我去上學啦                                                 | 第38集                                          |
| 2015年         | 4月5日            | MBC                         | Section TV 演藝通信                                        |                                                 |
| 2015年         | 4月5日            | MBC                         | 神秘音樂秀：蒙面歌王                                       | 第1集（評審團成員）                             |
| 2015年         | 4月7日            | JTBC                        | 我去上學啦                                                 | 第39集                                          |
| 2015年         | 4月9日            | MBC Every1                  | 天生緣分歸來                                               |                                                 |
| 2015年         | 4月12日           | MBC                         | 神秘音樂秀：蒙面歌王                                       | 第2集（評審團成員）                             |
| 2015年         | 4月12日           | KBS                         | Gag Concert                                                |                                                 |
| 2015年         | 4月16日           | MBC Every1                  | 天生緣分歸來                                               |                                                 |
| 2015年         | 4月22日           | SBS                         | 英才挖掘團                                                 |                                                 |
| 2015年         | 5月23日           | MBC                         | My little Television                                       |                                                 |
| 2015年         | 7月11日           | SBS                         | 同床異夢，沒關係沒關係                                     |                                                 |
| 2015年         | 7月21日           | KBS2                        | 我們小區藝體能                                             | 游泳對決                                        |
| 2015年         | 7月24日           | MBC                         | 改變世界的quiz                                             |                                                 |
| 2015年         | 8月19日           | JTBC                        | Sugar Man                                                  |                                                 |
| 2015年         | 8月30日           | KBS2                        | Gag Concert                                                |                                                 |
| 2015年         | 8月31日           | MBC                         | Healing Camp                                               |                                                 |
| 2015年         | 9月11日           | SBS                         | 叢林的法則－尼加拉瓜篇                                     |                                                 |
| 2015年         | 9月18日           | SBS                         | 叢林的法則－尼加拉瓜篇                                     |                                                 |
| 2015年         | 9月20日           | KBS2                        | 出發夢之隊2－中韓夢之隊特輯                                |                                                 |
| 2015年         | 9月25日           | SBS                         | 叢林的法則－尼加拉瓜篇                                     |                                                 |
| 2015年         | 9月27日           | KBS2                        | 出發夢之隊2－中韓夢之隊特輯                                |                                                 |
| 2015年         | 10月12日          | JTBC                        | 拜託冰箱                                                   |                                                 |
| 2015年         | 10月19日          | JTBC                        | 拜託冰箱                                                   |                                                 |
| 2015年         | 10月31日          | KBS2                        | 出發夢之隊2－中韓夢之隊特輯                                |                                                 |
| 2015年         | 11月29日          | SBS                         | Running Man                                                | 第275集（對頭大對決）                           |
| 2016年         |                   |                             |                                                            |                                                 |
| 1月1日         | MBC               | 能力者們                    |                                                            |                                                 |
| 1月10日        | MBC               | 真正的男人2                 | 旁白                                                       |                                                 |
| 1月13日        | MBC               | 黃金漁場 Radio Star         |                                                            |                                                 |
| 1月15日        | MBC               | 能力者們                    |                                                            |                                                 |
| 1月17日        | MBC               | 真正的男人2                 | 旁白                                                       |                                                 |
| 1月22日        | MBC               | 能力者們                    |                                                            |                                                 |
| 1月24日        | MBC               | 真正的男人2                 | 旁白                                                       |                                                 |
| 1月30日        | KBS               | 演藝家中介                  |                                                            |                                                 |
| 1月31日        | MBC               | 真正的男人2                 | 旁白                                                       |                                                 |
| 2月7日         | MBC               | 真正的男人2                 | 旁白                                                       |                                                 |
| 2月8日－9日    | KBS               | 我們是兄弟                  |                                                            |                                                 |
| 02月21日       | MBC               | 神秘音樂秀：蒙面歌王        | （參賽者－晉級）                                           |                                                 |
| 02月28日       | MBC               | 神秘音樂秀：蒙面歌王        | （第二十四代歌王候補－淘汰）                               |                                                 |
| 4月5日~4月12日 | KBS               | Star King                   | （代班MC）                                                 |                                                 |
| 4月21日        | MBC               | 能力者們                    |                                                            |                                                 |
| 5月1日         | SBS               | Fantastic Duo－我手中的歌手 |                                                            |                                                 |
| 6月26日        | MBC               | 真正的男人2                 | 短暫出場                                                   |                                                 |
| 12月16日       | MBC               | 二重唱歌謠祭                | 演唱歌曲：廉價咖啡（页面存档备份，存于）（張基河與臉孔們） |                                                 |
| 12月23日       | MBC               | 二重唱歌謠祭                |                                                            |                                                 |
| 2017年         | 1月14日           | JTBC                        | 認識的哥哥                                                 |                                                 |
| 2017年         | 3月5日            | SBS                         | 花樣旅行                                                   |                                                 |
| 2017年         | 3月19日           | KBS                         | 神秘音樂秀：蒙面歌王                                       | 藝人評審團                                      |
| 2017年         | 3月22日           | JTBC                        | 請給一頓飯Show                                             |                                                 |
| 2017年         | 3月30日           | KBS2                        | Happy Together                                             |                                                 |
| 2017年         | 4月16日           | MBC                         | 隱秘而偉大                                                 | 第18集 (主角)                                   |
| 2017年         | 4月25日           | tvN                         | 把便利店掏空吧                                             | 正規第7集 剩下的外賣料理 (嘉賓)                 |
| 2017年         | 4月26日           | MCB Every1                  | Weekly Idol                                                | 300集特輯 (嘉賓)                                |
| 2017年         | 5月5日            | MBC                         | 秘密綜藝研修院                                             | 試播第1集                                       |
| 2017年         | 5月12日           | JTBC                        | Crime Scene 犯罪現場3                                      | 第3集 警察學院殺人事件                          |
| 2017年         | 9月5日            | KBS                         | 鍋墊                                                       | 最終回                                          |
| 2017年         | 10月28日          | SBS                         | Master Key                                                 | 第3集 (白隊)                                    |
| 2018           | 3月30日           | KBS2                        | 《鍵盤上的鬣狗》                                           | 短暫出場                                        |
| 2018           | 3月31日－4月21日  | tvN                         | 《窮遊豪華團》                                             | 來台灣旅行四天三夜                              |
| 2018           | 4月6日            | KBS2                        | 《鍵盤上的鬣狗》                                           | 短暫出場                                        |
| 2018           | 11月10日          | tvN                         | 窮遊豪華團                                                 | 捷克布拉格                                      |
| 2018           | 11月17日          | tvN                         | 窮遊豪華團                                                 | 捷克布拉格                                      |
| 2018           | 11月24日          | tvN                         | 窮遊豪華團                                                 | 捷克布拉格                                      |
| 2018           | 12月1日           | tvN                         | 窮遊豪華團                                                 | 捷克布拉格                                      |
| 2018           | 12月8日           | MBC                         | 《Under Nineteen》                                         | 與率智 LE(評審團成員)                           |
| 2018           | 12月8日           | tvN                         | 窮遊豪華團                                                 | 匈牙利布達佩斯                                  |
| 2018           | 12月15日          | tvN                         | 窮遊豪華團                                                 | 匈牙利布達佩斯                                  |
| 2018           | 12月22日          | tvN                         | 窮遊豪華團                                                 | 匈牙利布達佩斯                                  |
| 2018           | 12月29日          | tvN                         | 窮遊豪華團                                                 | 匈牙利布達佩斯                                  |
| 2019           | 4月21日           | SBS                         | 《Running Man》                                            | EP 448                                          |
| 2019           | 11月8日           | Netflix                     | 《明星來解謎 (第二季)》                                    | 第4集 (嘉賓)                                    |
| 2020           | 1月18日－1月25日  | MBC                         | 《全知干預視角》                                           | 第87、88集 (嘉賓)                               |
| 2020           | 11月22日          | MBN                         | Miss back                                                  | 與率智、LE做為慧潾親友團參與演出                |
| 2020           | 12月9日－12月30日 | Mnet                        | 《奔跑的關係》                                             | 宣美、請夏、YooA、Chuu， 跑步團隊長，路線策劃家 |
| 2021           | 2月18日－         | KBS2, SKY                   | 《守美山莊》                                               | 與金守美、朴明洙、前進、鄭恩地共同出演          |
| 2021           | 3月30日、4月6日   | tvN                         | 《On & Off》                                               | 第38、39集                                      |
| 2021           | 4月5日            | KBS                         | 《您儘管問》                                               |                                                 |
| 2021           | 4月21日           | MBC                         | 《Radio Star》                                             |                                                 |
| 2021           | 9月5日            | SBS                         | 《Running Man》                                            | EP569 與尹施允、朴基雄共同出演                  |

### 固定節目
| 日期                         | 電視台 | 節目名稱                   | 集數 |
| 2015年4月1日－2015年6月24日  | JTBC   | Crime Scene 犯罪現場2      | 12集 |
| 2015年4月5日－2015年6月21日  | KBS    | A Style For You            | 12集 |
| 2015年9月11日－2015年9月25日 | SBS    | 叢林的法則－尼加拉瓜       | 3集  |
| 2017年7月21日－2017年8月18日 | SBS    | 叢林的法則－科莫多島       | 5集  |
| 2018年1月4日－2018年2月15日  | JTBC   | 《昭宥xHani的Beauty View》 | 6集  |

### 主持節目
| 年份   | 日期                             | 節目名稱                                  | 備註                             |
| 2015年 | 4月5日－6月21日                  | KBS2《A Style For You》                   | 與金希澈、具荷拉、尹寶拉         |
| 2015年 | 4月26日                          | SBS《人氣歌謠》                           | 與金有貞、洪宗玄（Special MC）   |
| 2015年 | 9月4日                           | Grand K-POP Festival                      | 與Han Suk Joon                   |
| 2015年 | 12月30日                         | KBS《歌謠盛典》                           | 與玉澤演、李輝宰                 |
| 2016年 | 1月14日                          | KBS《首爾歌謠大賞》                       | 與全炫茂、李荷妮                 |
| 2016年 | 1月30日－2月27日 4月2日－8月20日 | SBS《白鍾元的三大天王》                   | 與白鍾元、金俊鉉、李輝宰         |
| 2016年 | 4月6日－9月28日                  | MBC EVERY1《Weekly Idol》                 | 與希澈、Defconn                  |
| 2016年 | 6月12日                          | SBS《人氣歌謠》                           | 與伯賢、Suho、正花（Special MC） |
| 2016年 | 6月18日                          | MBC《2016 Thank U Festival》              | 與金聖柱                         |
| 2016年 | 8月14日                          | MBC《2016 DMZ 和平演唱會》                | 與金正根                         |
| 2016年 | 9月30日                          | KBS2《2016 K-POP World Festival in 昌原》 | 與申東燁、Rap Monster            |
| 2016年 | 10月1日                          | MBC《2016 DMC Festival 開幕公演》         | 與全烋星、金聖柱                 |
| 2017年 | 3月10日                          | 2017韓國有線電視大賞                      | 與徐京錫                         |
| 2017年 | 4月20日                          | Mnet《M Countdown》                       | 與娜榮、潔瓊（Special MC）       |
| 2017年 | 5月2日                           | SBS MTV《THE SHOW》                       | 與LE、慧潾、正花（代班 MC）      |
| 2017年 | 5月11日－                        | O'live《某天突然一百萬》                  | 與金九拉、尹正秀                 |
| 2017年 | 12月21日                         | Mnet《M Countdown》                       | 與基賢、文彬（Special MC）       |
| 2018年 | 1月4日-2月15日                   | JTBC《昭宥xHani的Beauty View》            | 與昭宥共同主持                   |

### 廣播電台
| 年份   | 日期     | 電台         | 節目名稱                  |
| 2012年 | 4月11日  | MBC          | 深深打破                  |
| 2012年 | 4月25日  | MBC          | 深深打破                  |
| 2012年 | 11月16日 | MBC          | 深深打破                  |
| 2013年 | 3月21日  | MBC          | 深深打破                  |
| 2013年 | 4月5日   | MBC          | 深深打破                  |
| 2013年 | 4月11日  | MBC          | 深深打破                  |
| 2013年 | 5月15日  | MBC          | 深深打破                  |
| 2013年 | 5月30日  | MBC          | 深深打破                  |
| 2013年 | 5月31日  | MBC          | 深深打破                  |
| 2013年 | 6月13日  | MBC          | 深深打破                  |
| 2013年 | 6月18日  | MBC          | 深深打破                  |
| 2013年 | 6月20日  | MBC          | 深深打破                  |
| 2013年 | 7月18日  | MBC          | 深深打破                  |
| 2013年 | 7月25日  | MBC          | 深深打破                  |
| 2013年 | 8月1日   | MBC          | 深深打破                  |
| 2013年 | 8月8日   | MBC          | 深深打破                  |
| 2013年 | 8月15日  | MBC          | 深深打破                  |
| 2013年 | 8月22日  | MBC          | 深深打破                  |
| 2013年 | 8月29日  | MBC          | 深深打破                  |
| 2014年 | 12月12日 | MBC          | Starry Night              |
| 2015年 | 6月1日   | KBS Cool FM  | 張東民Lady Jane的兩點電台 |
| 2015年 | 9月30日  | MBC          | 早安FM 我是全炫茂         |
| 2018年 | 7月23日  | SBS Power FM | Cultwo show 兩點出逃      |
| 2021年 | 2月15日  | KBS Cool FM  | 朴明洙的廣播秀            |

## 獲獎
- Korea cable TV AWARDS 2017 - MC部門Rising Star獎

## 外部連結
- 哈妮的Instagram帳戶